# Маркианополь
Маркианополь (греч. Μαρκιανούπολις, болг. Марцианопол) — древнеримский город, находившийся на месте современного болгарского города Девня. 

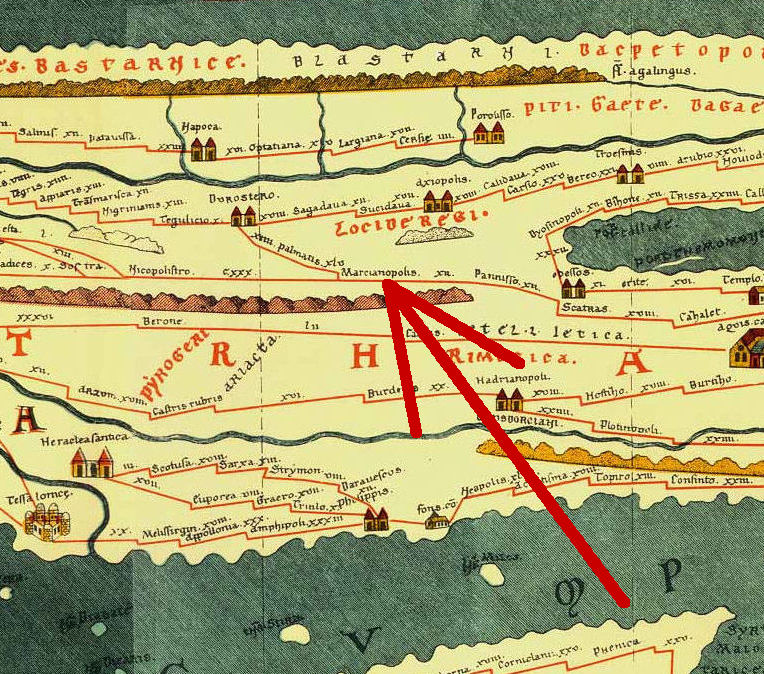
Маркианополь на Пейтингеровой таблице

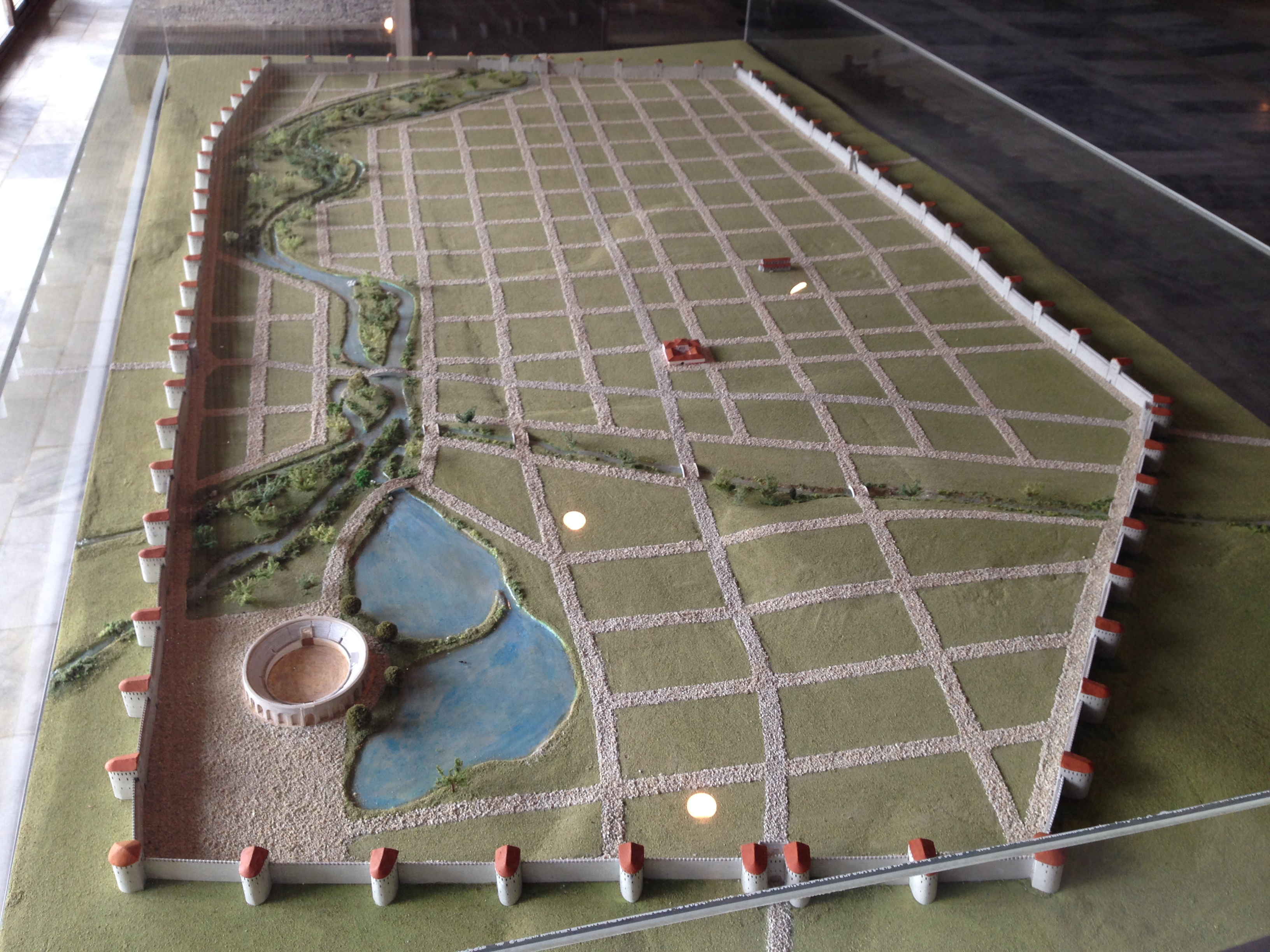
Модель Маркианополя

Возник на месте древнего фракийского поселения после окончания второго дакийского похода в 106 году под предводительством императора Траяна. Историк Иордан так рассказывает об этом: 
«Город этот построил император Траян по следующему, как рассказывают, поводу: служанка сестры его Маркии умывалась в той реке, воды которой отличаются необычайной прозрачностью и вкусом и которая, под именем Потама, рождается посреди города. Когда служанка хотела затем зачерпнуть воды, то принесенный ею золотой сосуд случайно упал в глубину, но, хотя и отяжеленный весом металла, спустя длительное время вынырнул со дна. Конечно, необыкновенно и то, что поглощается пустое, и то, что благодаря выталкиванию волн всплывает раз уже поглощенное. С удивлением обнаружив это, Траян поверил, что в источнике том пребывали какие-то божества, и, заложив город, назвал его по имени сестры своей Маркианополем.»
Маркианополь был важным стратегическим центром. С момента своего основания он принадлежал к провинции Фракия, а затем отошёл к Нижней Мезии. Город достиг высокого экономического и культурного расцвета при династии Северов. Он был окружён стеной после вторжения костобоков. Конец расцвета Маркианополя начался с вторжений готов. В 248 году это племя под руководством в союзе с карпами, вандалами атаковали и осадили город, но взять его не смогли.
Оборона города была поручена философу Максиму. Во время великого нашествия готов при императоре Деции Маркианополь был взят. Спустя год он берется ещё раз. При Клавдии II Готском стены Маркианополя отстраиваются заново. Во время правления императора Диоклетиана Маркианополь стал столицей провинции Мезии Секунды — одной из шести провинций диоцеза Фракия. В IV веке важность города увеличилась за счет того, что он охранял кратчайший путь от Дуная до новой столицы империи — Константинополя. В 332 году Константин I Великий проводит через Маркианополь свою армию. Во время первой готской войны Валента город становится временной столицей восточной империи. За эти годы Маркианополь переживает новый расцвет. Во время второй готской войны город едва не был взят.
В V веке Маркианополь продолжает быть важным стратегическим центром. В 447 году гунны во главе Аттилы захватили и разрушили город. В 471 году Маркианополь был восстановлен и в нём поселились федераты-остготы, которые оставались там до осени 488 года. Город имел определённое значение и в период правления византийского императора Юстиниана I, по приказу которого были восстановлены крепостные стены Маркианополя. В 587 году город захватили авары, но позже его отвоевали византийцы. Византийская армия разгромила здесь славян в 594 году во время балканских походов Маврикия и в 596 году расположилась в нём военным лагерем, откуда вела боевые действия против славян по ту сторону Дуная. Лишь вторжение авар в 614–615 годах окончательно разрушило город. Однако на картах он упоминался и гораздо позже, тем более, что здесь существовало славянское поселение. Около 678 года регион перешел под контроль болгар, которые основали здесь свою империю.